# 陳寶琛
陈宝琛（1848年10月25日—1935年3月5日），字敬嘉，原字長庵，改字伯潛，號弢庵、陶庵。同治七年（1868年）進士，選翰林院庶吉士，授編修。福建福州府閩县螺洲人。溥儀帝師。

## 生平
光緒元年（1875年）擢翰林侍讀，與學士張佩綸、通政使黃體芳、侍郎宝廷等人好論時政，為清流黨。光绪五年（1879年）沙俄侵占伊犁九城，力主收复。
光緒六年（1880年），充武英殿提調官。翌年，授翰林院侍講學士，纂修《穆宗本紀》。光緒八年（1882年）任江西學政，重修白鹿洞書院。光緒十年(1884年)，上疏《請募勇參用西法教練》，主張“變化以盡利，任人以責實，籌餉以持久”，中法戰爭失利，受牽連，被降五級，回鄉閉門讀書，修葺先祖“賜書樓”，構築“滄趣樓”。光緒二十五年（1899年），任鳌峰书院山長。光緒三十一年（1905年），任福建鐵路總辦，修漳厦铁路，并任福建高等學堂（即今福州第一中學）監督。光緒三十三年（1907年）創立全閩師範學堂（今福建师范大学）。
宣統元年（1909年）奉召入京，擔任禮學館總纂大臣。宣統三年（1911年），陳寶琛在毓庆宫行走，任溥儀老師，賜紫禁城騎馬。继任汉军副都统、弼德院顾问大臣。
民國元年（1912年）2月12日，清帝遜位，后仍追隨溥儀。命修《德宗實錄》。民國十年（1921年），修成《德宗本紀》，授太傅。民國十二年（1923年），引薦鄭孝胥入宮。
1917年张勋复辟時，推舉為内阁议政大臣。民國十四年（1925年），隨溥儀移居天津。民國二十一年（1932年），滿洲國成立，寶琛專程赴長春探望溥儀，拒受滿洲國官职。民國二十四年（1935年）乙亥二月初一日（3月5日）卯時病逝於北平住处，春秋八十有八。喪聞，溥儀震悼，賜奠醊，賜祭一壇，特諡文忠，晉贈太師，賞給陀羅經被，賞銀九千元治喪葬。
有藏書10萬冊，“清末陳氏私家藏書之多，冠于全閩”。

## 家族
曾祖父陳若霖官至刑部尚書。
陳寶琛兄弟6人，3人進士，3人舉人，人稱“兄弟六科甲”。
子：陳懋頤（早夭）、陳懋復、陳懋艮、陳懋需、陳懋隨:19。
女：陳京貞、陳南貞、陳勤貞、陳容貞:20。

## 著作
著有《陳文忠公奏議》、《滄趣樓文存》、《滄趣樓詩集》、《滄趣樓律賦》、《南游草》等。